# 范世美
范世美（1548年—？），字敬之，江西瑞州府高安縣人，民籍，明朝政治人物。南京兵部郎中，出守潤州。

## 生平
隆慶四年（1570年）中式江西鄉試第二十六名，萬曆二年（1574年）甲戌科會試第一百三十七名，登三甲第十一名進士。授扬州府推官，历官南京兵部郎中，升鎮江府知府，十九年（1591年）十一月升山东按察司副使。

## 家族
曾祖范曰䙉；祖父范豪，贈刑部主事；父范伋，曾任刑部主事。母王氏（封安人）；前母高氏（贈安人）。具庆下。弟世善、世義、世羲。